# Chromadorita deseadensis
Chromadorita deseadensis is een rondwormensoort uit de familie van de Chromadoridae. De wetenschappelijke naam van de soort is voor het eerst geldig gepubliceerd in 1984 door Pastor de Ward.